# Binder Blaubären TSV Flacht
Die Binder Blaubären TSV Flacht sind eine Volleyballmannschaft der Damen, die seit der Saison 2023/24 in der zweithöchsten deutschen Spielklasse antritt.

## Historie
Zur Saison 2023/24 beantragte der Verein TSV Flacht aus dem baden-württembergischen Flacht eine Wildcard für die neu gegründete 2. Volleyball-Bundesliga Pro, die als nationale zweite Bundesliga ins Leben gerufen wurde. Einen weiteren Antrag stellte parallel auch der VfL Oythe.
Am 23. März 2023 wurde der Antrag des TSV Flacht durch die Volleyball-Bundesliga bewilligt und der Verein erhielt das Antrittsrecht für die 2. Volleyball-Bundesliga Pro.
Aufgrund des offiziellen Namens „Blaubären TSV Flacht“ der Flachter Volleyballabteilung und der Kooperation mit dem Schmuckhersteller Binder als Hauptsponsor tritt der Verein in der Liga unter dem Namen „Binder Blaubären TSV Flacht“ an.
Zur Vorbereitung auf die erste Saison im hochklassigen Volleyball wurde Jan Lindenmair als Sportdirektor verpflichtet und zudem die Mannschaft mit bundesligaerprobten Spielerinnen wie Frauke Neuhaus, welche vom deutschen Pokalsieger SSC Palmberg Schwerin nach Flacht wechselte, oder Julia Cedeño, welche vom VC Neuwied kam und das Kapitänsamt übernahm.
Die Wahl des Austragungsortes für die Heimspiele der Mannschaft fiel auf die Heckengäu-Sporthalle 2 in Weissach.

## Spielzeiten

### Saison 2023/24
Am 30. September 2023 startete die Mannschaft erstmalig in der 2. Bundesliga Pro mit einem Heimspiel gegen den TSV Bayer 04 Leverkusen, welches mit 3:1 gewonnen wurde und somit nicht nur das historisch erste Spiel, sondern auch den ersten Sieg der Binder Blaubären in der zweiten Bundesliga Pro markierte. Am Ende der Saison belegte die Mannschaft punktgleich mit den Skurios Volleys Borken den 11. Tabellenplatz. Da der VC Olympia Dresden, der die Saison auf Platz 12 beendete, aufgrund seines Sonderspielrechts nicht absteigen konnte, befanden sich die Binder Blaubären rechnerisch auf dem zweiten Abstiegsplatz. Da die Volleyball-Bundesliga zur Saison 2024/25 jedoch die Aufstockung der 2. Volleyball-Bundesliga Pro beschloss, durfte die Mannschaft aus Flacht auch in der Folgesaison in der zweithöchsten Spielklasse antreten. 
Am 4. Mai 2024 gewannen die Binder Blaubären Flacht den württembergischen Verbandspokal gegen die TSF Ditzingen.

### Saison 2024/25
Zur Saison 2024/25 traten die Binder Blaubären Flacht erneut in der 2. Volleyball-Bundesliga Pro an. Für die Spielzeit verstärkte sich die Mannschaft unter anderem mit Hanne Binkau vom Ligakonkurrenten ETV Hamburg und der luxemburgischen Nationalspielerin Julie Teso, die damit die erste Nationalspielerin in den Reihen der Binder Blaubären Flacht wurde.
Die Mannschaft war Gastgeber des Regional-Pokals Süd 2025. Neben den Binder Blaubären Flacht als Gastgeber und Sieger des württembergischen Verbandes nahmen die TSF Ditzingen als Zweitplatzierter des ausrichtenden Verbandes, der VC Offenburg als Sieger des südbadischen Verbandes und der SV Karlsruhe-Beiertheim als Sieger des nordbadischen Verbandes teil. Die Binder Blaubären Flacht schlugen den VC Offenburg im Halbfinale und den SV Karlsruhe-Beiertheim im Finale jeweils mit 3:0 und kürten sich zum Sieger des Regionalpokals Süd. Durch diesen Erfolg qualifizierte sich der Verein erstmals für die Teilnahme am DVV-Pokal, bei dem sie im Achtelfinale das Heimspiel gegen den aktuellen nationalen Triple-Sieger Allianz MTV Stuttgart mit 0:3 verloren.